# Milk (drag queen)
Daniel P. Donigan (Syracuse, 23 de juny de 1987), més conegut com a Milk, és un intèrpret drag queen i model estatunidenc que va cridar l'atenció internacional a la sisena temporada de RuPaul's Drag Race (2014) i la tercera temporada de RuPaul's Drag Race: All Stars. (2017).

## Trajectòria
Donigan va ser criat en una família conservadora a Syracuse. Va començar a patinar sobre gel als 9 anys i, més endavant, es va convertir en patinador artístic a nivell competitiu fins al 2009.
Després de traslladar-se a la ciutat de Nova York el 2012, Donigan va començar la seva carrera com a intèrpret drag.
Fora de Drag Race, Donigan ha modelat per a la campanya Primavera/Estiu 2016 de Marc Jacobs i la campanya S/S 2018 de Vivienne Westwood. També va aparèixer a la col·lecció tardor 2018 de Perry Ellis. Va ser portada del tercer número de la revista Hello Mr. va aparèixer al tercer número de Gayletter, al número de gener de 2018 de Gay Times i a un número de 2014 de Next Magazine. El 2017, Milk va aparèixer com a Madonna en un vídeo que promocionava la seva marca de cosmètica, MDNA Skin, abillat amb diversos dels seus vestits emblemàtics.
Donigan mantindre una relació oberta amb James B. Whiteside, un ballarí principal de l'American Ballet Theatre, durant 12 anys. L'octubre de 2020, Donigan va anunciar a Instagram que s'havien separat de manera amistosa.